# História da Estremadura (Espanha)

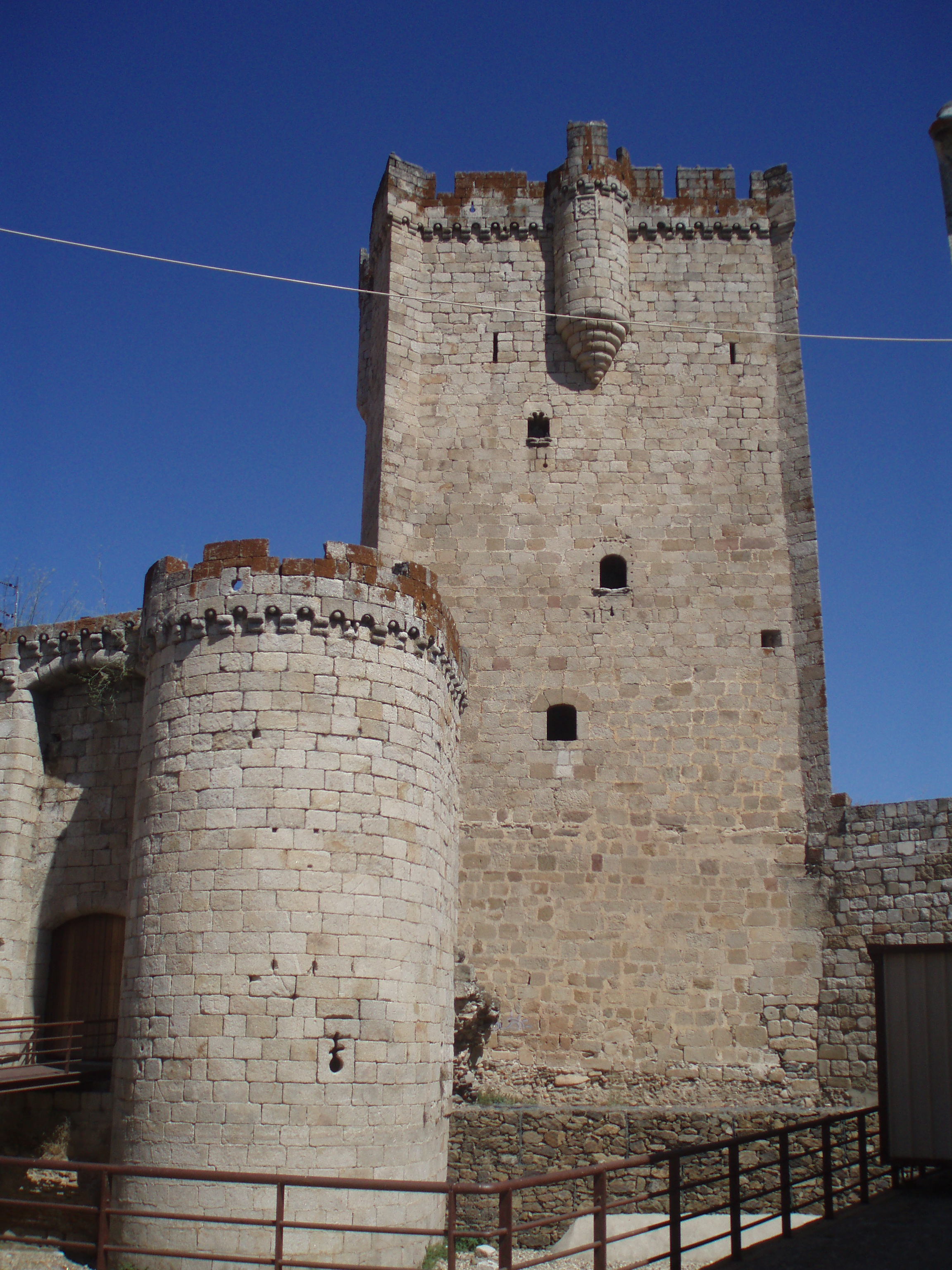
Torre do castelo de Coria

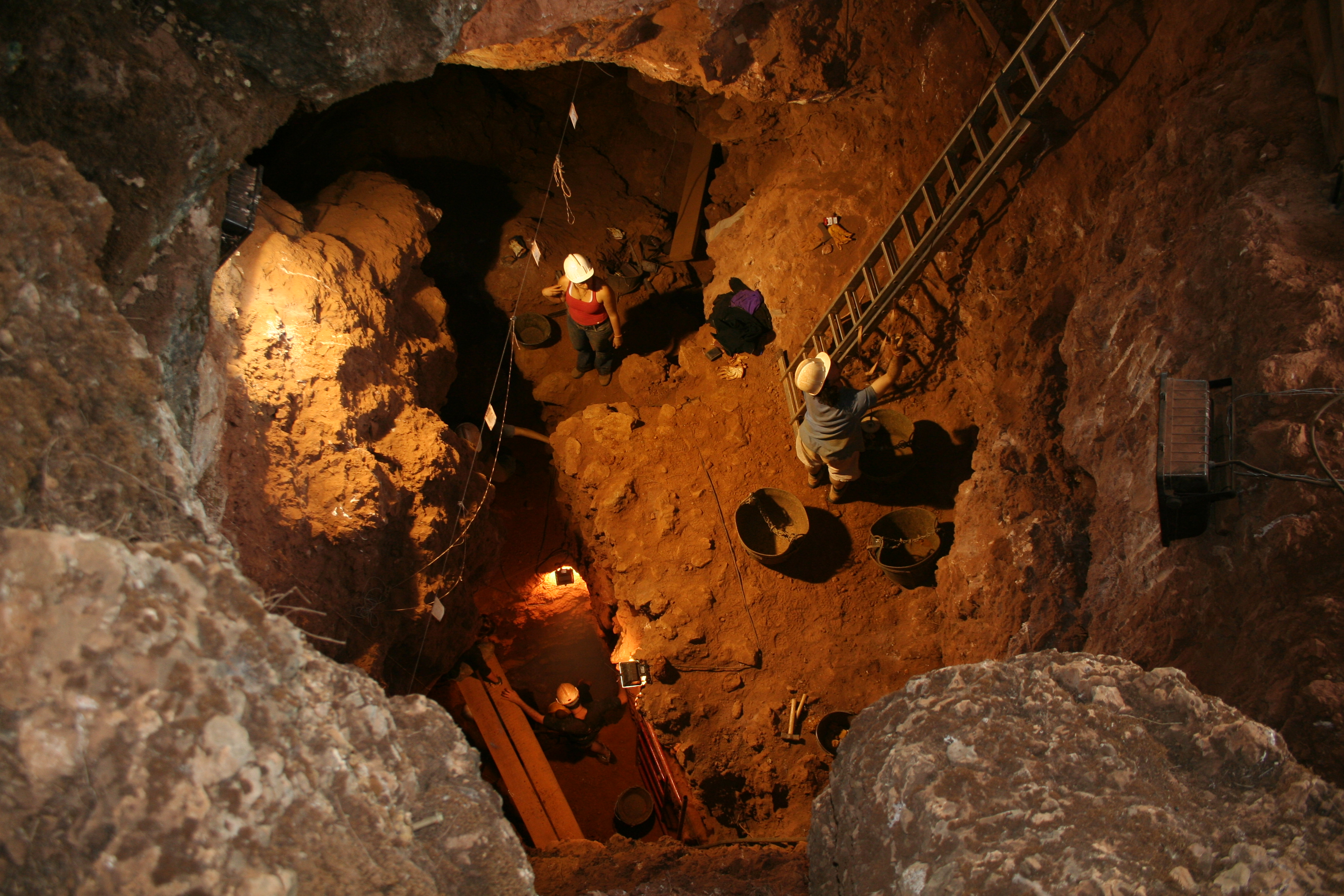
Escavação na Gruta de Santa Ana, nos arredores de Cáceres

A Estremadura é uma das comunidades autónomas da Espanha. A sua área é de 41 634 km² e faz fronteira a norte com Castela e Leão, a leste com Castela-La Mancha, a sudeste e sul com a Andaluzia e oeste com Portugal (distritos de Castelo Branco, Portalegre, Évora e parte do de Beja).
A região partilha muita da sua história com Portugal, nomeadamente pelo seu território fazer parte da Província romana da Lusitânia, cuja capital era Emerita Augusta, a actual Mérida, e pelo taifa de Badajoz, um reinado muçulmano que controlou grande parte do centro do que é actualmente Portugal no século XI e princípio do XII.

## Pré-história

### Paleolítico inferior
As provas de presença humana mais antiga do atual território da Estremadura datam do Paleolítico Inferior. Nas estações arqueológicas — em sua maioria superficiais — foram achadas ferramentas toscas de quartzito e, em menor escala, de granito, mas não foram encontrados restos de cadáveres humanos.
A técnica usada para fabricar as ferramentas consistia em golpear a pedra com um percutor de rocha ou chifre até conseguir lâminas, pontas, fendedores, machados, buris, etc. Os restos mais antigos correspondem à fase média do período Acheulense, aproximadamente há 700 000 anos.
As estações arqueológicas mais antigas encontram-se perto de lugares onde há pedra adequada para talhar e fabricar tanto os utensílios como as ferramentas. Além disso, encontram-se junto aos maiores rios ou seus afluentes. As áreas de maior concentração de achados do Acheulense são: arredores de Mérida (rio Guadiana), rio Zújar, barragem de Valdecañas, rio Alagón, Jerte e El Sartalejo. Os instrumentos mais destacados desta época são o biface, o cutelo e o buril triédricas.

### Paleolítico médio
Recolheram-se muito poucos restos nesta região, todos do período Musteriense. A técnica utilizada para o fabrico dos utensílios envolvia o cálculo prévio do tamanho da peça antes de extrair da pedra original um fragmento adequado para a produzir o utensílio pretendido.
Os utensílios mais característicos eram as raspadeiras, serras e buris, todos eles menos pesados, menos toscos e tecnologicamente mais avançados que os do Paleolítico Inferior.
Os lugares onde se encontram vestígios do Musteriense têm as mesmas características dos do Acheulense, isto é, estão junto de rios. No entanto, também se encontraram vestígios em zonas baixas e médias de serras em Badajoz, o que evidencia um maior controlo territorial, uma maior capaciade de habitar outros lugares e neles conseguir alimento (caça) e trabalho.

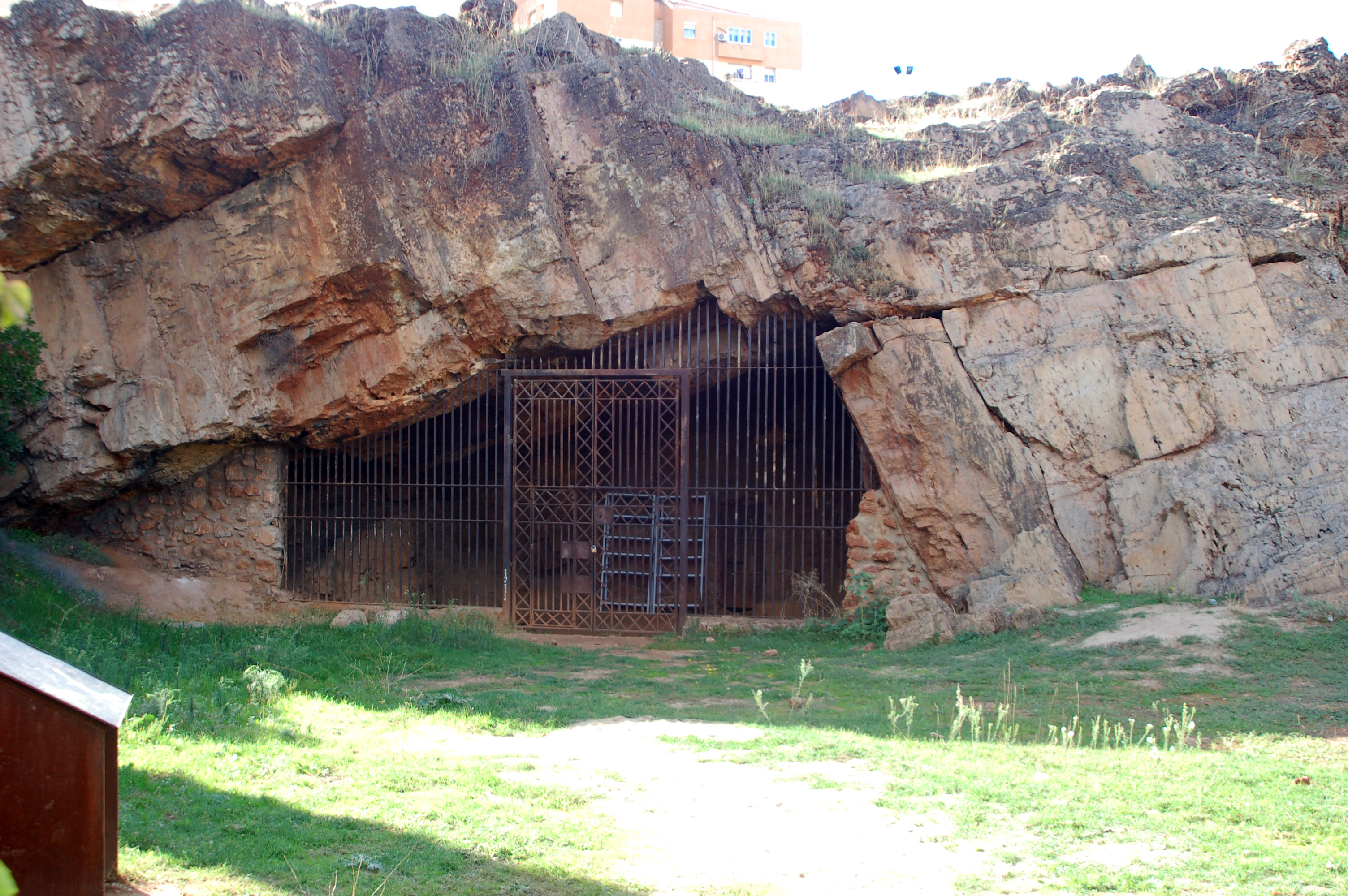
Entrada atual da Gruta de Maltravieso, nos arredores Cáceres

### Paleolítico superior
Durante esta era aparece o Homo sapiens sapiens — a espécie humana atual.
Datam deste período as gravações e pinturas da Cueva (gruta) de Maltravieso, nos arredores de Cáceres, e das das Minas de Castañar de Ibor, santuários de arte de estilo Magdaleniano.
Na gruta de Maltravieso encontraram-se gravações de um veado, vários triângulos e outras figuras geométricas, além de mais de 30 mãos pintadas em negativo, a maioria delas sem dedo mínimo. Não foram encontrados vestígios que sugiram que fosse habitada nessa época, embora isso tenha acontecido em épocas posteriores, pelo que se pode concluir que era um lugar sagrado e não de habitação.

## Neolítico

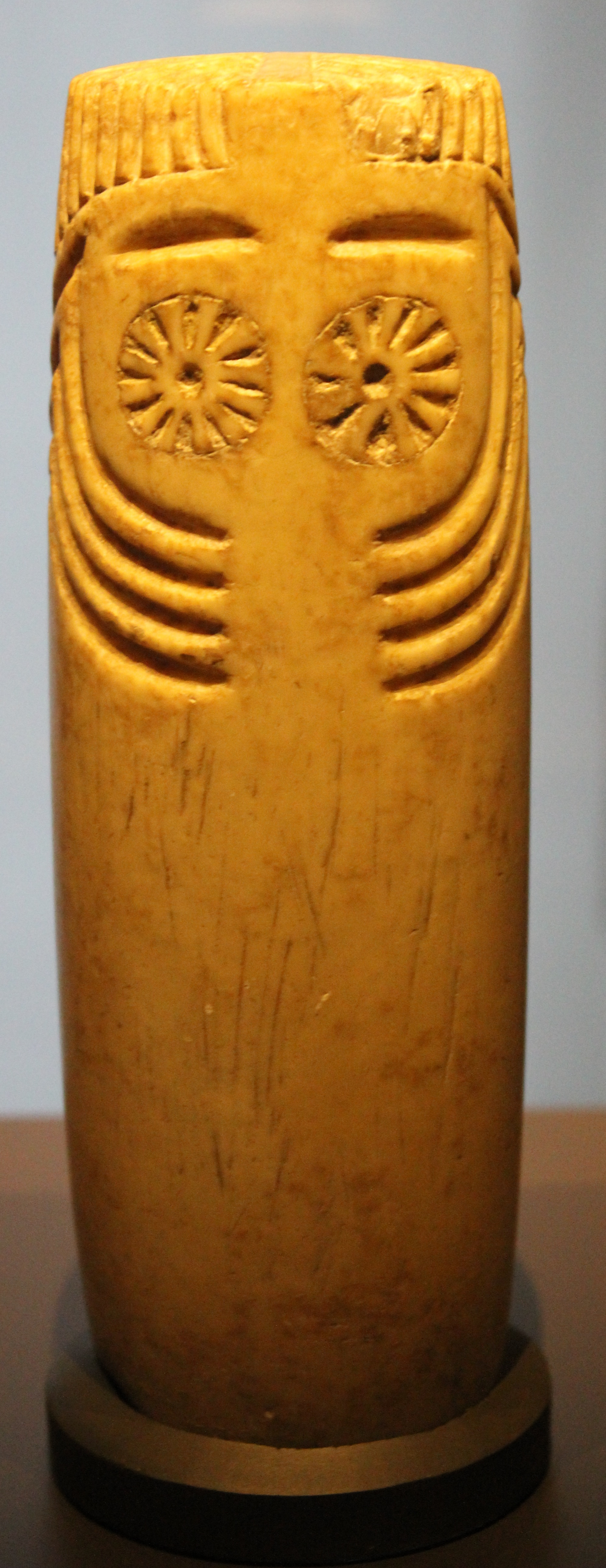
Ídolo da Estremadura, no Museu Arqueológico de Espanha

Ainda que sejam muito poucos os dados que se conhecem sobre o Epipaleolítico no que é hoje a Estremadura, o Neolítico trouxe algumas modificações na subsistência das comunidades humanas que habitavam a região. As mais importantes foram a introdução da pecuária e da agricultura, que se juntam às atividades de caça e recolecção. No que se refere a tecnologias, a introdução mais mais importante foi a da cerâmica, que permitirá o armazenamento dos excedentes agrícolas.
Os estudos mais recentes consideram que o Neolítico na Estremadura começou na transição do 6º para 5º milênio a.C, o que invalida o conceito de Neolítico Tardio que alguns autores empregaram no passado, que acreditavam que a aparição da agricultura teria sido muito mais tardia na região.
As estações arqueológicas mais representativas do Neolítico Antigo são a gruta da Charneca em Oliva de Mérida, o Cerro da Horca em Plasenzuela, a gruta de Boquique em Plasencia, a gruta de El Conejar em Cáceres e Los Barruecos em Malpartida de Cáceres.
Neste último local foram encontradas as evidências de agricultura mais antigas da região, as quais foram datadas do final do 6º milénio a.C.  Os indícios de domesticação animal são fracos, mas pode supor-se que a domesticação animal é contemporânea da introdução da agricultura. Nestas estações arqueológicas foram encontradas cerâmicas decoradas, sobretudo da variedade conhecida como de Boquique (o nome provém da gruta de Boquique, perto de Plasencia, onde foram pela primeira vez documentados artefactos desse tipo).
A partir do Neolítico Médio, no início do 5º milénio a.C., dá-se a  proliferação do megalitismo na região. Existem poucos povoados conhecidos desta época, à parte de alguns dados da estação arqueológica de Los Barruecos. O fenómeno megalítico é bem conhecido, pois existem grandes concentrações de dólmens em diversas comarcas da região. Conjuntos deste tipo de sepulcros megalíticos podem encontrar-se em Valência de Alcântara, Cedillo, Santiago de Alcántara e Barcarrota, para não citar exemplares isolados de grande interesse como o grande dólmen de Lácara, junto à cidade de Montijo. Este fenómeno perdura longamente no tempo, persistindo até ao início da Idade do Bronze. Os enterramentos deste período caracterizam-se normalmente por micrólitos de sílex, cerâmicas lisas e alguns ídolos-placa.

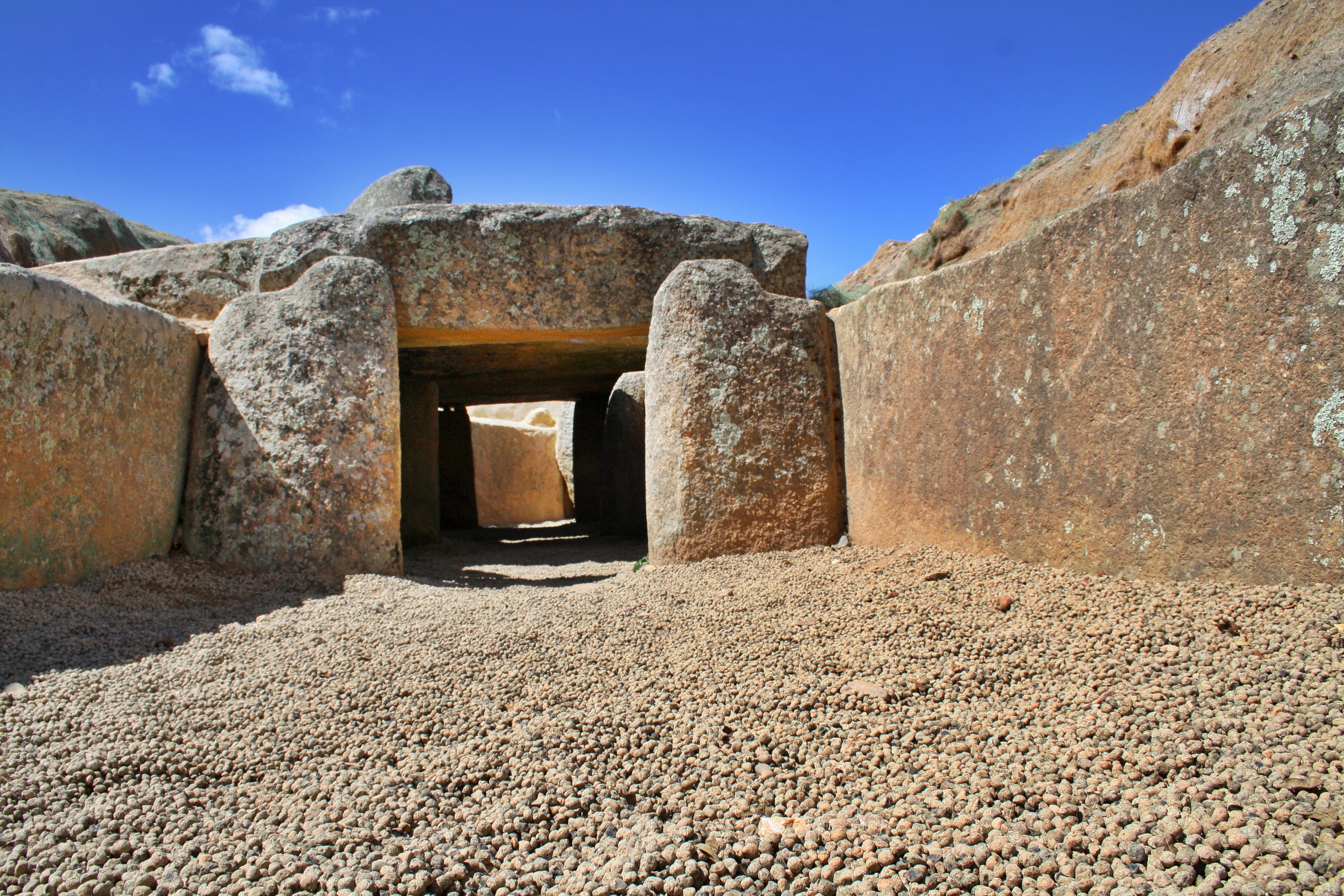
Dólmen de Lácara, ao norte do cidade de Mérida

O Neolítico Final é melhor conhecido nas margens do rio Guadiana, nas estações arqueológicas de Araya ou El Lobo, entre outras, além da dos Caños de Zafra, descoberta mais recentemente. Desenvolve-se a partir de 3 500 a.C. e estabelecerá as bases para a aparição do Calcolítico, a partir do 3º milénio a.C. Estes povoados têm uma verdadeira vocação agrícola e pecuária e encontram-se normalmente em colinas de encostas suaves próximas de rios e de terras férteis. As cerâmicas caracterizam-se por ser praticamente lisas, com decorações escassas e formas simples, sendo a mais indicativa a "caçarola carenada", que aparece correntemente nas estações arqueológicas de todo o Sudoeste peninsular, demonstrando a integração da Estremadura numa dinâmica cultural comum caracterizada pelo incremento demográfico, cada vez mais claro, da agricultura e a pecuária.

### Calcolítico
Durante o Calcolítico ou Idade de Cobre, as comunidades humanas pré-históricas realizam avanços na exploração agropecuária do meio e desenvolve-se a metalurgia com o início da transformação do cobre no 3º milénio a.C. em Castillejo, Fuente de Cantos. Verifica-se um aumento da complexidade social tanto estrutural como ideologicamente: há desigualdade de tarefas e de bens.

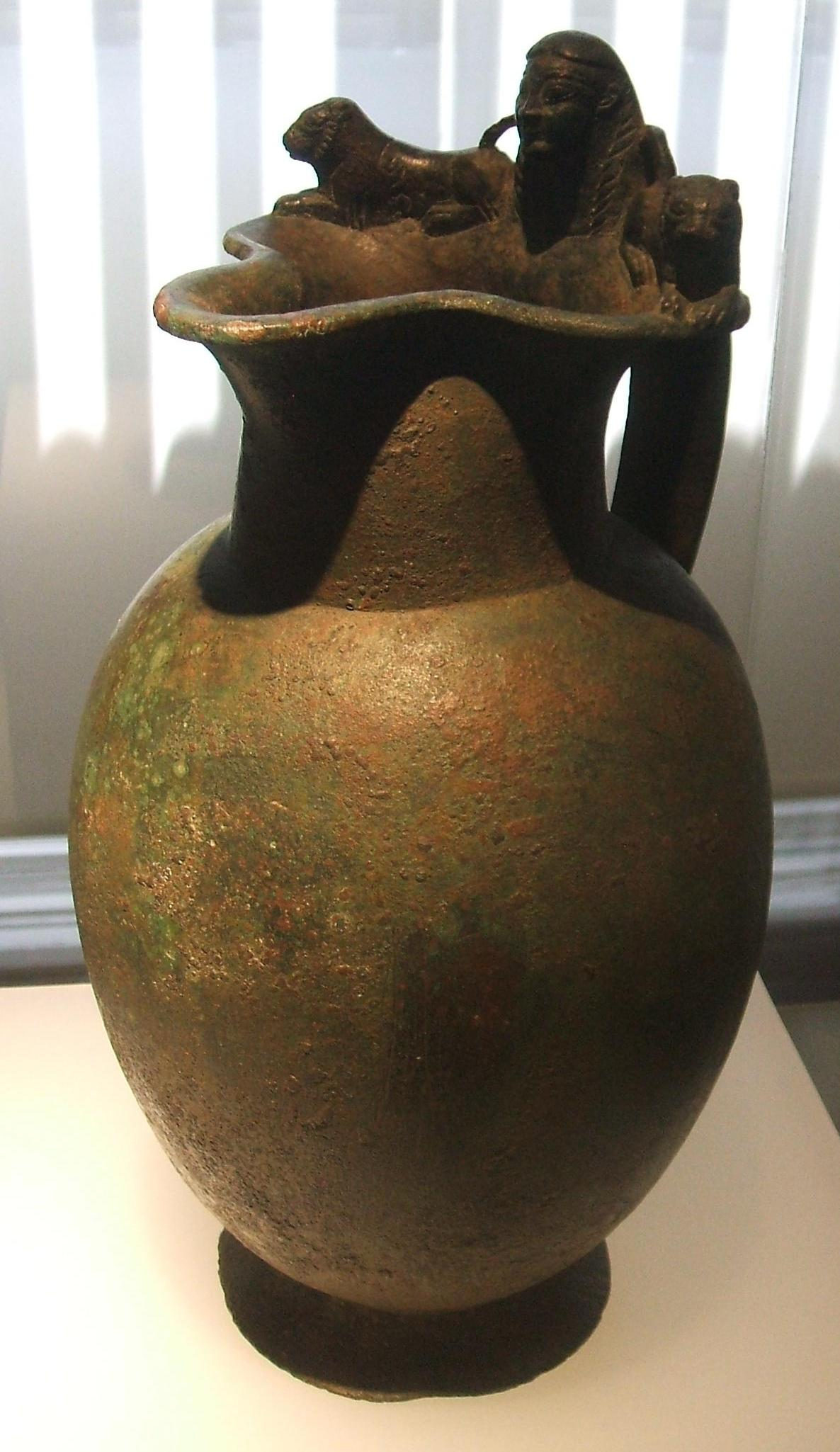
Jarro de bronze do século VI a.C. encontrado em Don Benito

## Estremadura pré-romana
Entre os povos pré-romanos mais importantes que habitaram a Estremadura neste período encontram-se os Vetões, que habitaram as actuais províncias de Cáceres (norte), Salamanca, Ávila e parte da de Toledo, os Lusitanos (os mais arquetípicos da Estremadura), que se estendiam por quase toda a actual Estremadura e centro de Portugal, povos que se dedicavam à pastorícia, à pilhagem e à guerra. De entre os Lusitanos ficou célebre o líder Viriato e a sua resistência férrea frente aos romanos. Mais ao sul, próximos do rio Guadalquivir encontravam-se os Célticos, os quais eram principalmente urbanos e ofereceram pouca resistência às tropas romanas, pelo que não foram foram obstáculo para o avanço destas.

## Estremadura romana
As terras da confederação lusitana sofreram uma Romanização completa e profunda. O grau de romanização alcançado e a extensão da província da Hispânia Ulterior aconselhavam um governo separado, constituindo-se a Lusitânia em província no tempo de Augusto, em 27 a.C. A província da Lusitânia incluía grande parte da Estremadura, e o centro e sul de Portugal. Construíram-se numerosas vias de comunicação (estradas romanas) e grandes urbes, destacando de entre estas a captital da província, Emerita Augusta (a Mérida actual), fundada em 25 a. C., cidade muito significativa no Império Romano. Um aspecto importantíssimo foi a adopção do latim, a língua do Império, base de todas as futuras línguas peninsulares.

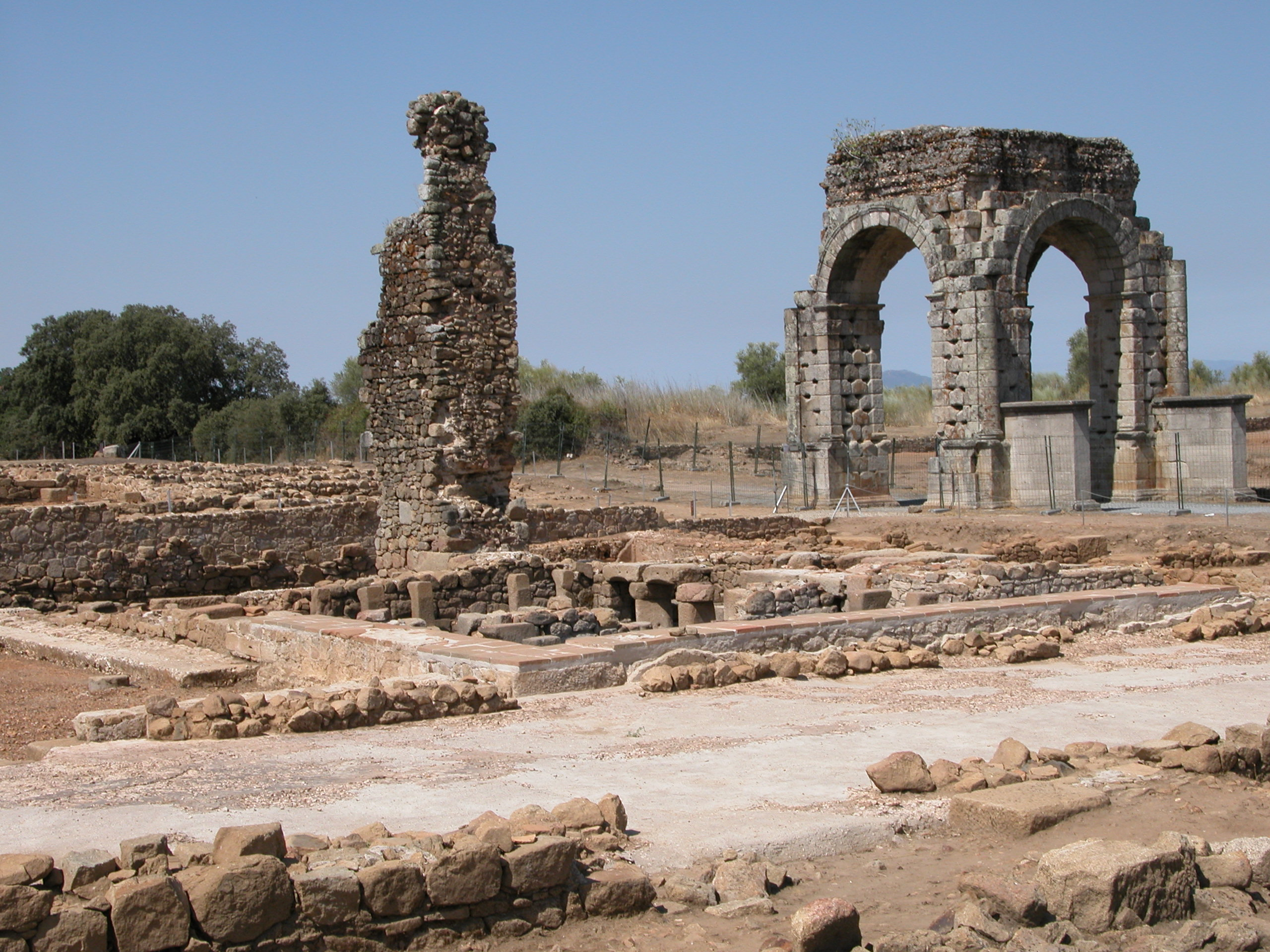
Conjunto romano de Caparra

Vespasiano contribui para a romanização ao conceder o direito de cidadania romana a todos os habitantes da Península Ibérica, facilitando desta forma a ascensão de locais a cargos públicos.
A capital da Lusitânia converteu-se rapidamente numa cidade rica e brilhante, que nada tinha a invejar às outras duas capitais provinciais hispânicas, Tarraco (a Tarragona actual) e Corduba (a Córdova actual). Tinha uma ampla e cuidada rede de comunicações que a cruzavam para ligá-la com as restantes capitais de província e com outras cidades. A Via da Prata ligava as Astúrias a Emerita Augusta e a Itálica (perto de Sevilha), outras rotas conduziam a Corduba, outra a Conímbriga (perto de Condeixa-a-Velha e de Coimbra) e a Olisipo (a Lisboa actual). Esta última atravessava o rio Tejo na famosa Ponte de Alcântara. Mérida canalizou o comércio e a vida da província para Roma, Norte de África e Grécia. O alto grau de bem-estar alcançado pela cidade é bem demonstrado pelo seu circo, capaz de acolher a 30 000 espectadores. Estima-se que a população tenha chegado a ultrapassar os 50 000 habitantes na época romana. Foi a 9ª cidade mais importante do Império Romano, ultrapassando até Atenas.

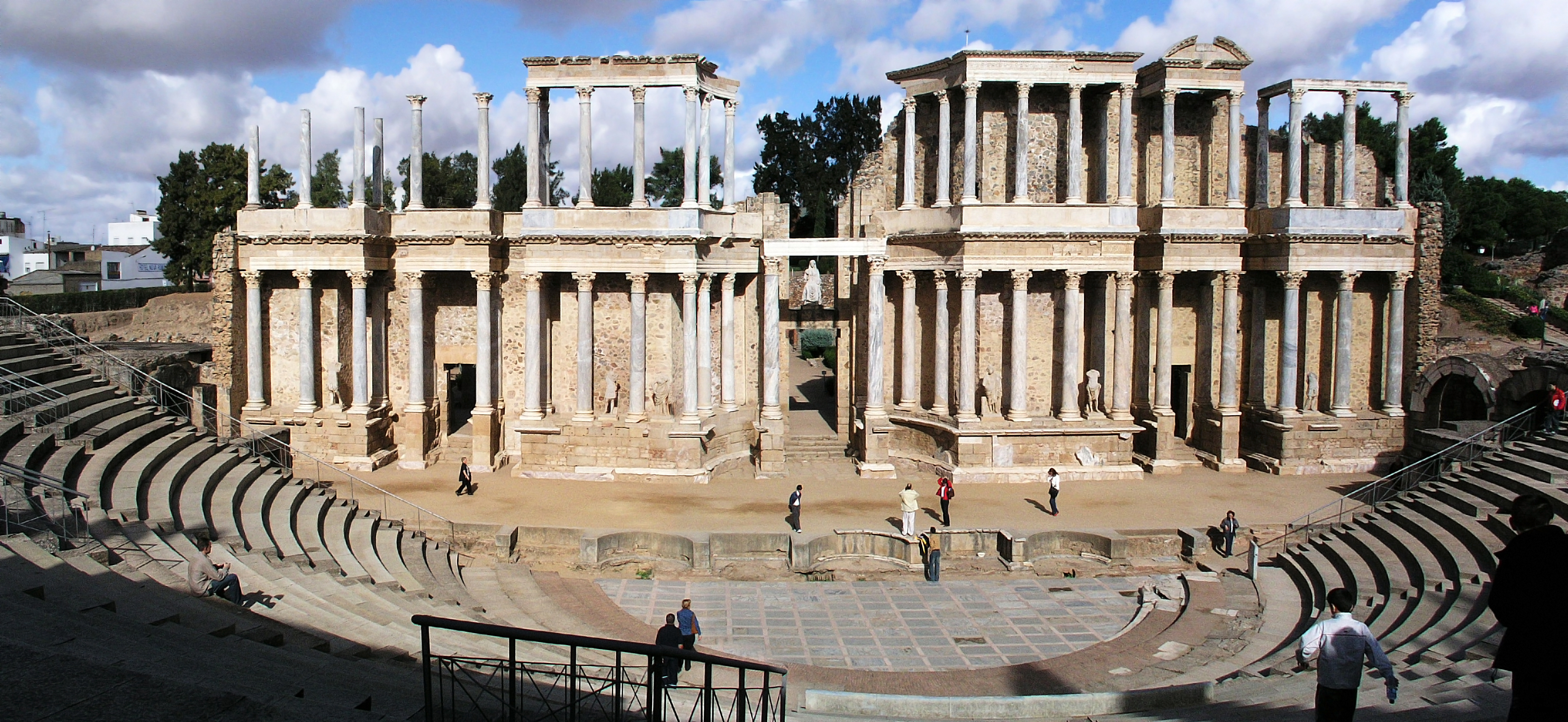
Teatro Romano, Mérida

No século III começaram os problemas, quando bandos de bárbaros germânicos saquearam a província à sua passagem. Isso originou a fortificação das cidades. Datam deste tempo as muralhas de Mérida, Cória e Norba Cesarina (a Cáceres actual). O perigo temido chegaria no século V, deixando a província abandonada e em ruínas. A cidade de Castra Cecilia, perto de Cáceres extinguiu-se; outras, como Augustóbriga (posteriormente conhecida como Talavera la Vieja), Caparra e Julipa, caíram no esquecimento, apesar de ficarem em pé formidáveis monumentos.
A Lusitânia foi invadida primeiro pelos Alanos e depois pelos Suevos, a que se seguiram os Visigodos.

## Idade Média

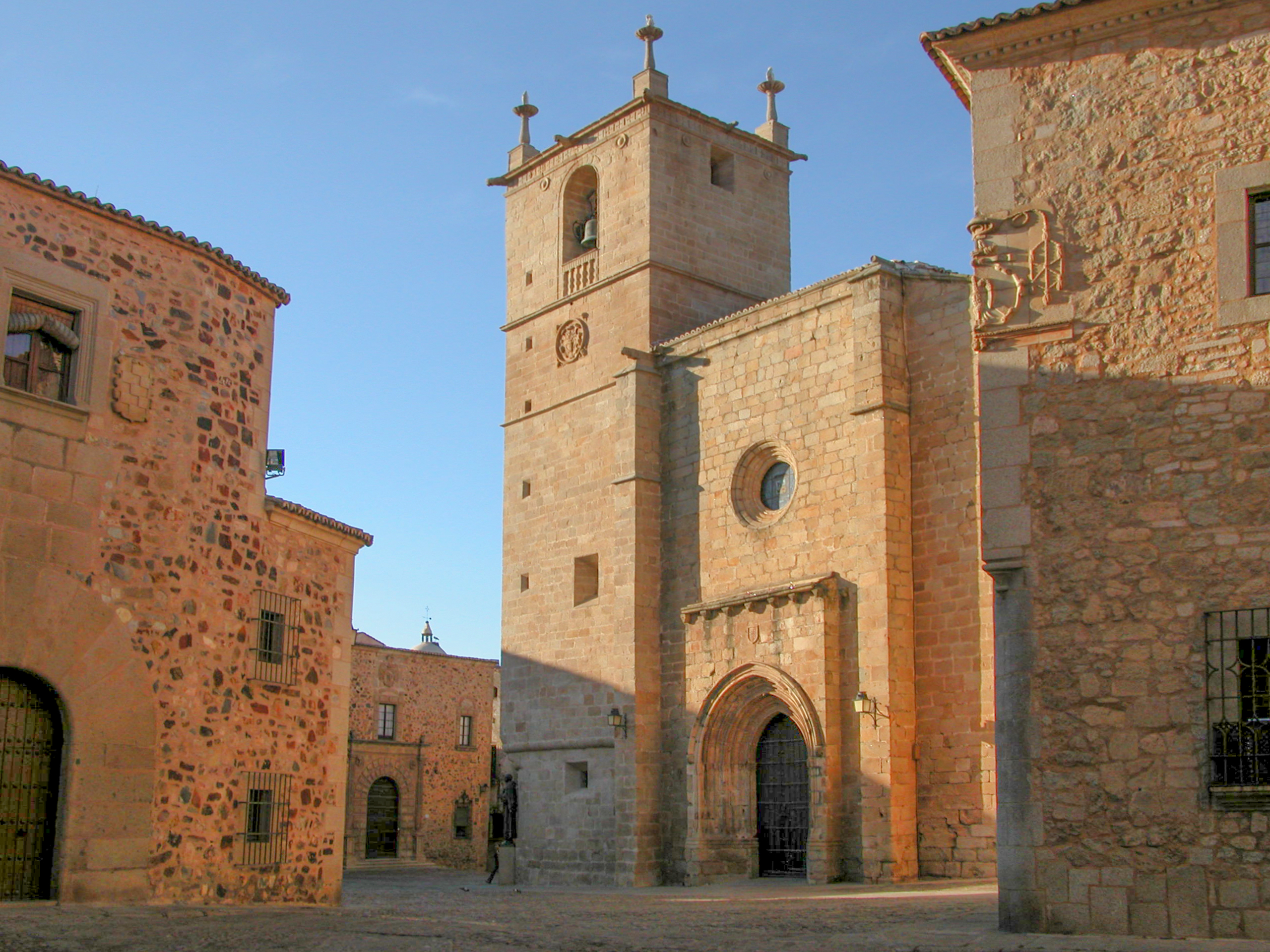
Concatedral de Cáceres, parte do terceiro conjunto medieval melhor conservado de Europa

Após a turbulência das invasões bárbaras que precipitaram a queda do Império Romano, no século V a generalidade da Península Ibérica foi assolada por Alanos, Vândalos, e Suevos. Enquanto que o domínio dos primeiros foi efémero, o Reino Suevo dominou o que é actualmente o norte e centro de Portugal, Galiza, Leão e Estremadura até meados, senão final, do século VI.[a]
O território da Estremadura fez parte do Reino Visigótico, o qual conquistou completamente o Reino Suevo em 585.
Após as primeiras conquistas muçulmanas de 711, Mérida viria a cair após mais de um ano de cerco a 30 de Junho de 713 às mãos do general iemenita Muça ibne Noçáir, ao serviço dos Omíadas de Damasco.
O que é actualmente a Estremadura, juntamente com a maior parte do que era outrora a Lusitânia romana a oeste de Toledo passa a fazer parte da Taifa de Badajoz, aquando da fundação deste reino muçulmano no decurso da fragmentação do Califado de Córdova no início do século X. A Taifa de Badajoz seria uma uma das mais extensas e poderosas da península e muitos autores consideram este período o último do ciclo lusitano. Nos séculos XI, XII e XIII tiveram lugar uma sucessão de intrigas, lutas e pactos entre os reinos muçulmanos vizinhos (Sevilha, Toledo e Córdova) e cristãos.

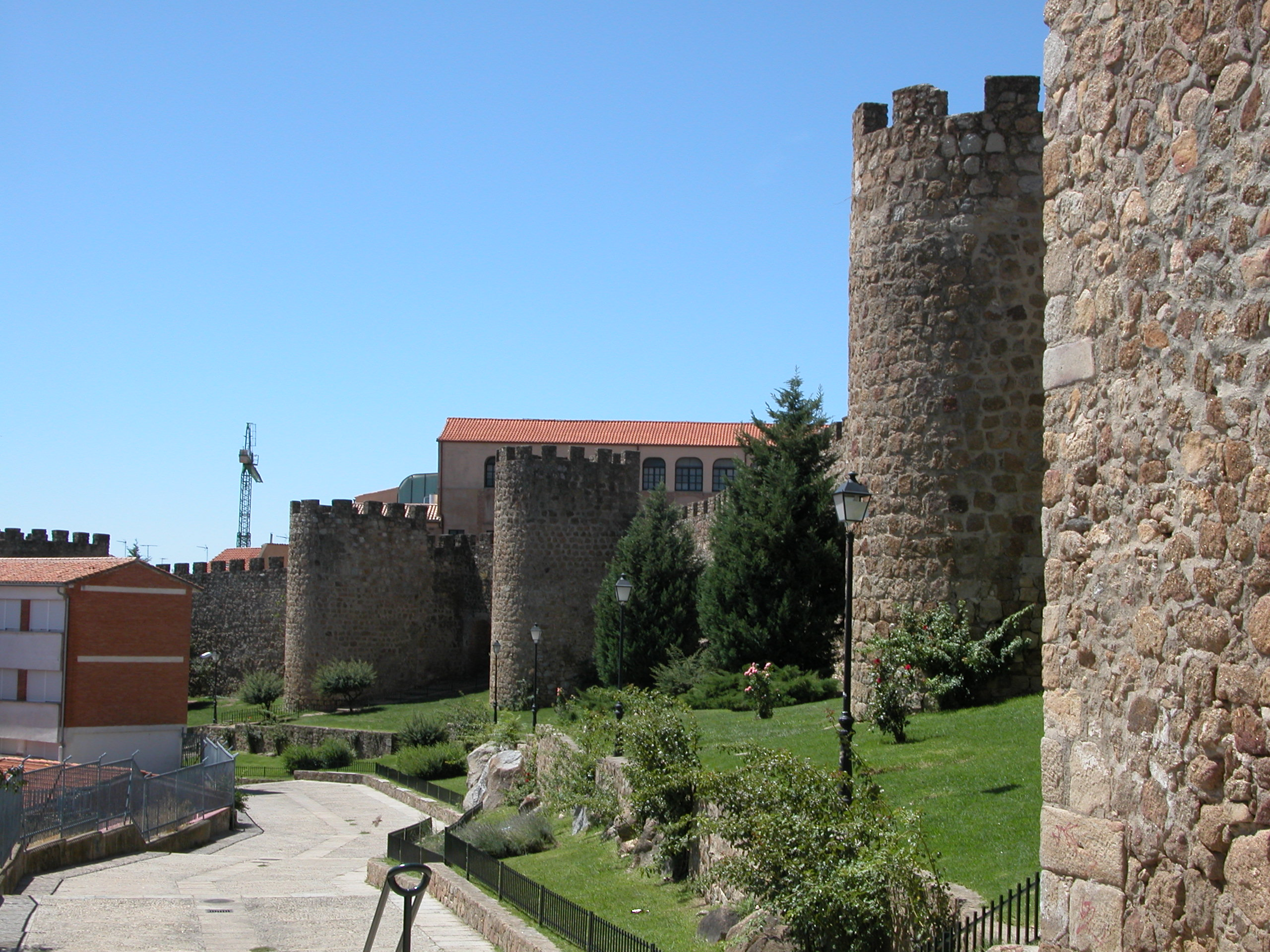
Muralhas medievais de Plasencia

O domínio muçulmano de mais de 500 anos — só terminaria em 1248 — deixou numerosas marcas na região que perduram até hoje. Alguns exemplos são a Alcáçova de Badajoz, os restos da fortaleza de Alange, a Alcáçova de Mérida, o Algibe de Cáceres (actualmente o Palácio de las Veletas, que alberga o Museu Provincial), o castelo de Trujillo, e as muralhas almóadas de Galisteo.
Durante a Reconquista cristã, a parte oriental da Taifa de Badajoz é disputada entre o rei de Portugal, Afonso Henriques, apoiado pelo lendário Geraldo Sem Pavor, e o rei de Leão, Fernando II.
Cáceres foi conquistada aos muçulmanos por Fernando II em 1169, mas foi ocupada ainda no mesmo ano por Afonso Henriques, que ainda em 1169 atacaria também Badajoz, outra das cidades sob domínio muçulmano que deveria caber a Leão segundo o tratado de Sahagún. Fernando II acabaria por impedir a conquista de Badajoz por parte de Afonso Henriques quando veio em auxílio dos mouros quando as tropas portuguesas já combatiam nas ruas da cidade e esta estava prestes a capitular. Afonso Henriques acabou ferido e prisioneiro dos leoneses e só foi libertado após ter cedido Cáceres, Ciudad Rodrigo e Trujillo a Leão, além de renunciar a uma conquista futura de Badajoz.[a]
O reino de Castela também avançou na reconquista de terras estremenhas. Em 1186, Afonso VIII de Castela conquista a região de Plasencia, fundando esta cidade no mesmo ano para assim garantir a posse dos Gredos e do Vale do Jerte. A Via da Prata é estabelecida como fronteira entre os reinos de Leão e Castela.
A Reconquista teria novos avanços com o sucessor de Fernando II, Afonso IX, que conquistou Alcántara em 1213, retomou Cáceres em 1229 (a cidade tinha sido retomada pelos muçulmanos em 1174) seguindo-se Badajoz e Mérida em 1230.[a]

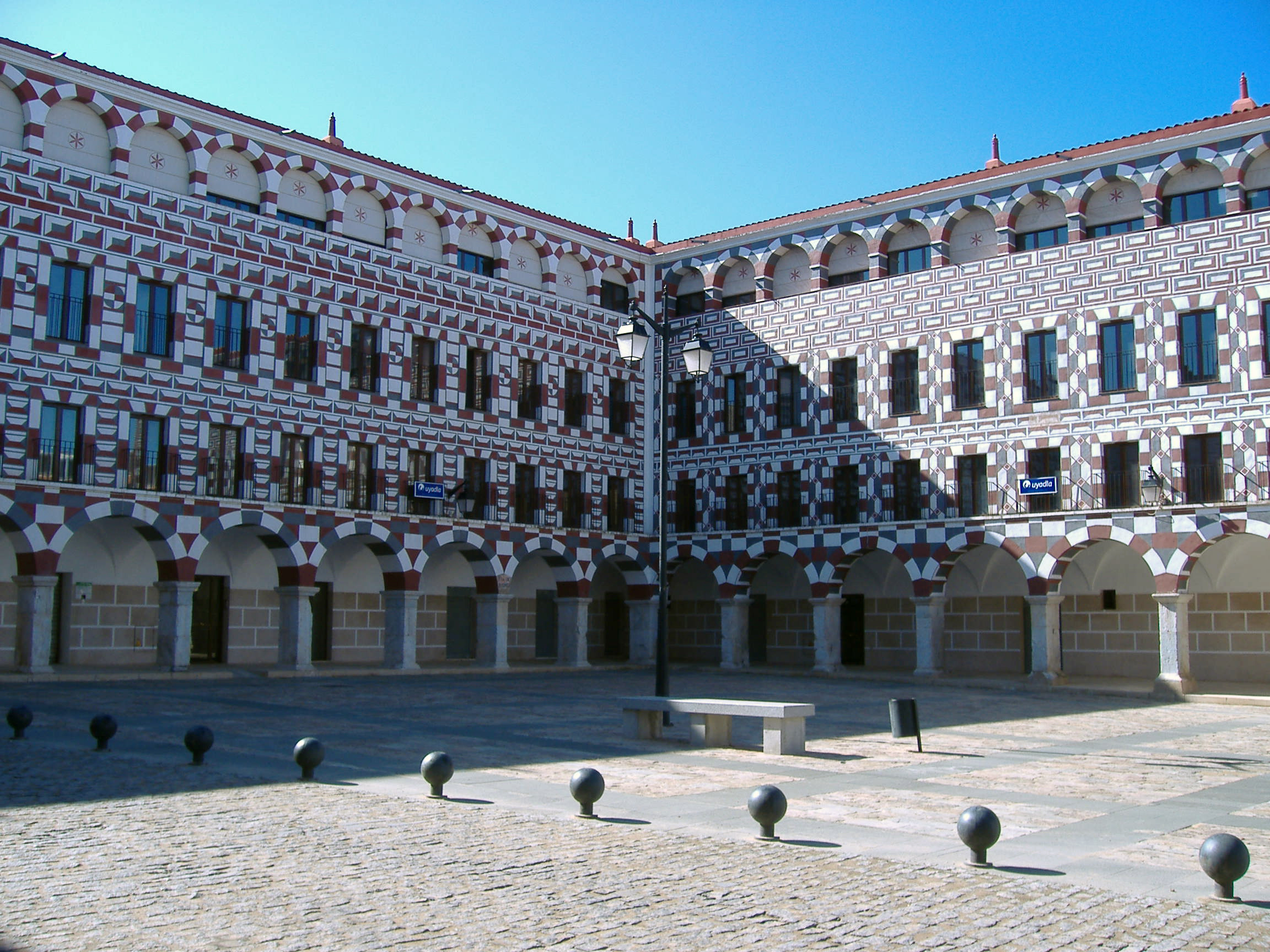
Vista da Plaza Alta de Badajoz

Alcántara começou por ser entregue à Ordem de Calatrava, mas 4 anos mais tarde foi entregue à Ordem Militar dos Cavaleiros de Julian de Pereiro, fundada em 1154 nas terras do Côa. Esta ordem sediou-se na vila e tomou o seu nome, passando a chamar-se Ordem de Alcântara.
Mérida tinha um significado muito especial para os monarcas leoneses, já que foi sede de uma das mais importantes arquidioceses da ibéricas desde os tempos romanos (estatuto mantido até 1119 ou 1120 a favor de Santiago de Compostela) e como tal tinha grande importância na tradição eclesiástica moçárabe (os moçárabes eram cristãos ibéricos que viviam nas terras sob domínio muçulmano).
A parte ocidental da Taifa de Badajoz começou a ser conquistada por Henrique de Borgonha, ao qual foi atribuído em 1096 por Afonso VI de Leão e Castela o Condado portucalense, um território que nessa altura ia desde o rio Minho até Coimbra. Este condado converter-se-ia num reino independente no século seguinte, sob o comando do filho de Henrique, Afonso Henriques, que seria o primeiro rei de Portugal. Os primeiros reis portugueses expandiriam o seu reino até ao Algarve, que seria total e definitivamente conquistado em 1248.
Acredita-se que nesta época conviveram pacificamente Islão, Judaísmo e Cristianismo, chamadas as três culturas, uma situação que terminaria com o fim da Reconquista, com os Reis Católicos, os quais ordenaram a expulsão dos judeus e muçulmanos que não se convertessem ao Cristianismo.
No século XIV dá-se a aparição da Virgem de Guadalupe, que viria a tornar-se a padroeira da Estremadura.

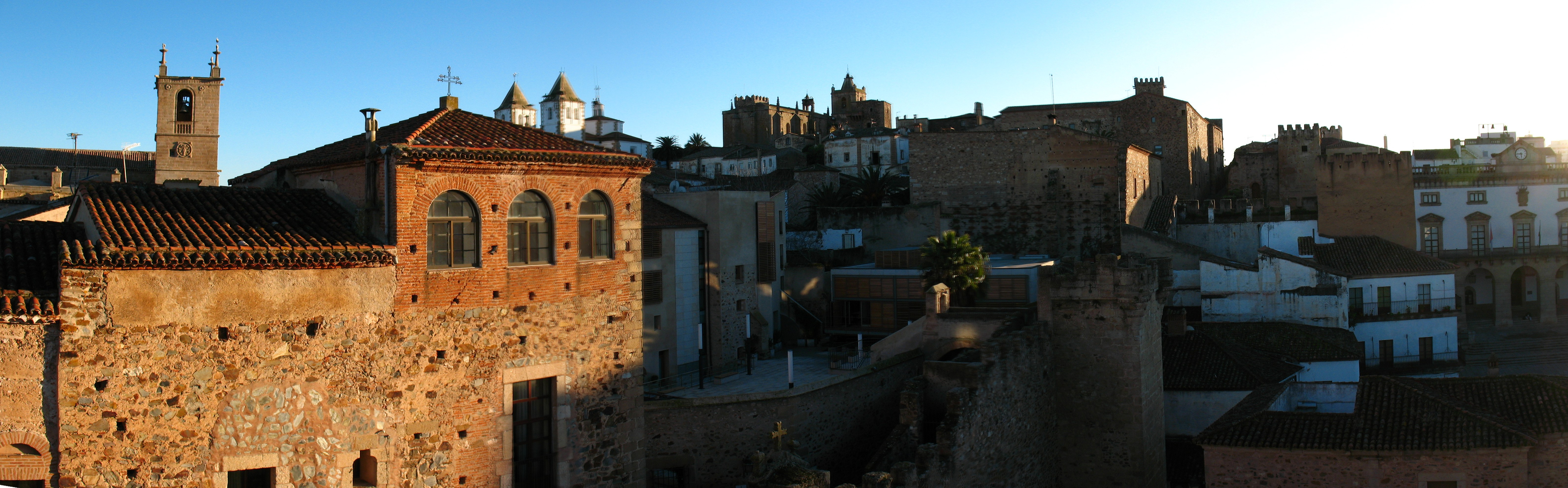
Panorâmica da parte antiga de Cáceres desde a Torre Bujaco. Na mesma se podem observar a torre da concatedral de Santa Maria, as de São Francisco Xavier e a igreja de São Mateus, além de parte da muralha

## Séculos XV e XVI

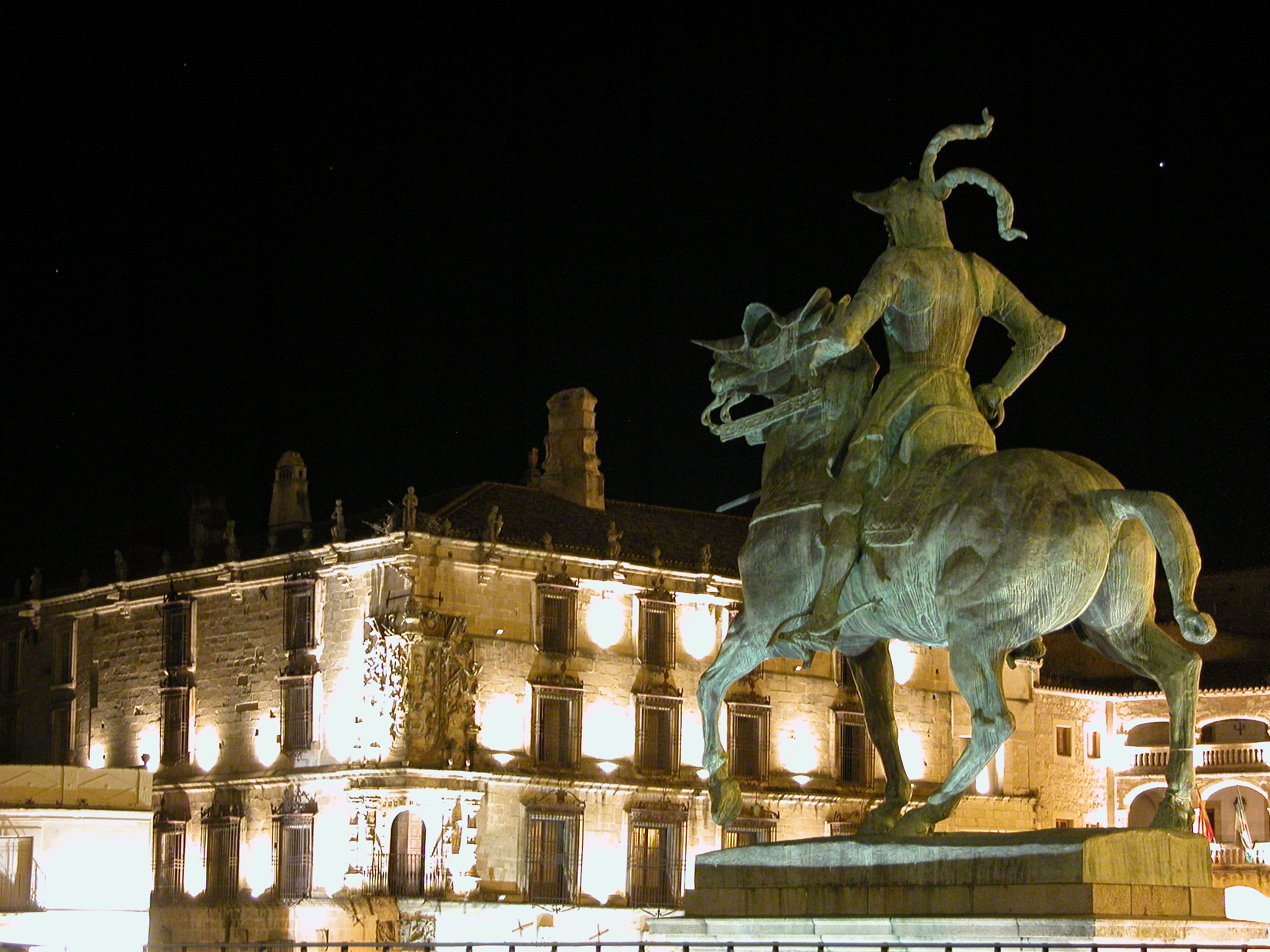
Estátua de Francisco Pizarro em Trujillo

Uma característica da região foi a emigração massiva para a América. Muitos dos emigrantes foram homens em busca da fortuna e fama que Espanha já não oferecia após a queda de Granada em 1492, o mesmo ano em que se descobriu América. Entre os conquistadores destacaram-se vários estremenhos como Hernán Cortés, conquistador do México, Francisco Pizarro, que conquistou o Império Inca e Pedro de Valdivia, companheiro de Pizarro e conquistador do Chile, que batizou de Nova Extremadura, cuja capital seria Santiago de Nova Extremadura, Inés de Suárez, companheira de Valdivia, Vasco Núñez de Balboa, o primeiro europeu a navegar no Oceano Pacífico, Pedro de Alvarado, participante na conquista de Cuba, na exploração do Golfo do México e na conquista do México ao lado de Cortés, Hernando de Soto, conquistador da Florida e explorador da América Central e do que é hoje o sul dos Estados Unidos, Juan Rodríguez Suárez, explorador do que é atualmente a Colômbia e Venezuela, Francisco de Orellana, explorador que batizou o Rio Amazonas, Ñuflo de Chávez, explorador e conquistador do Paraguai e parte da Bolívia, além de muitos outros.

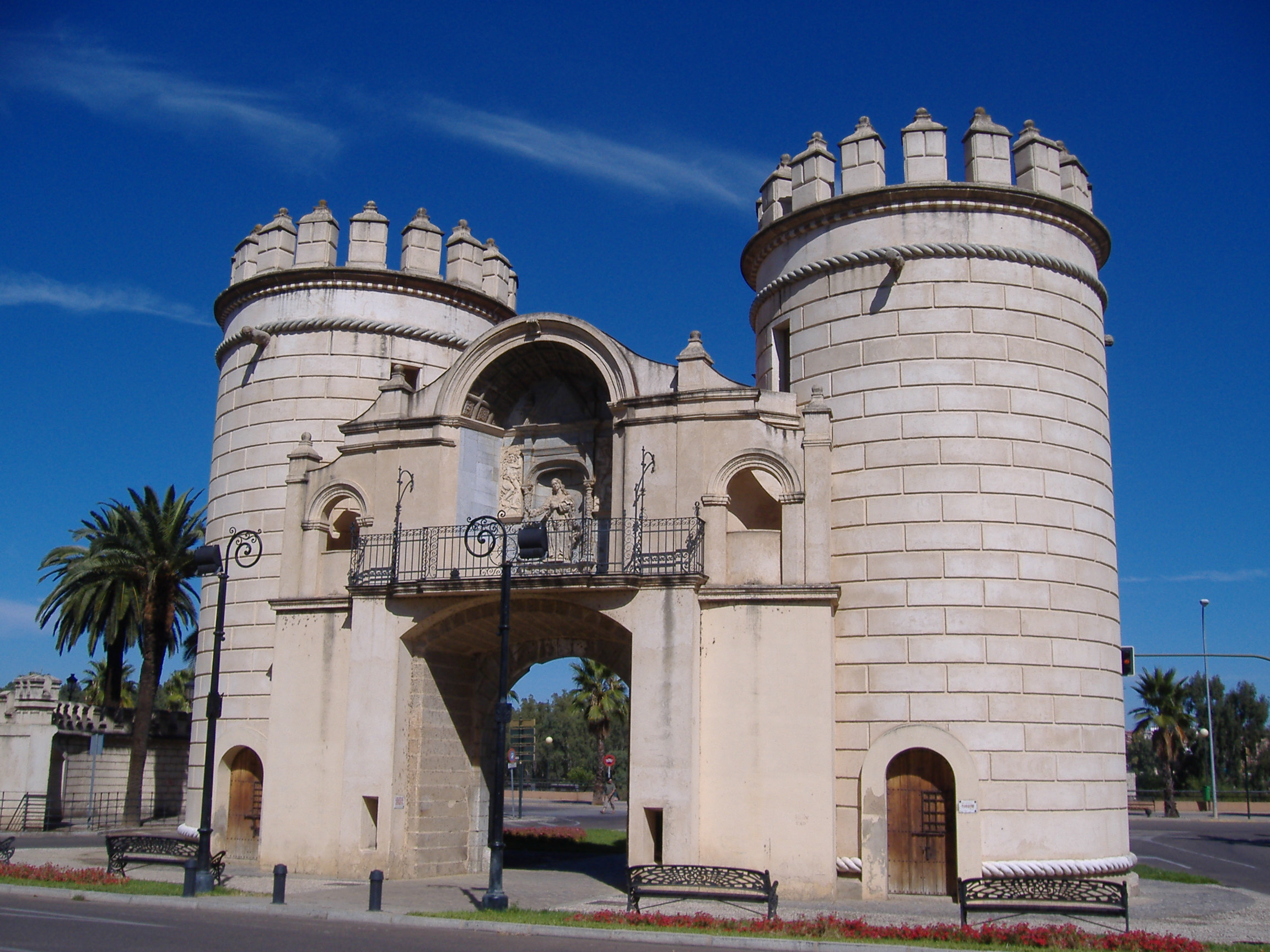
Puerta de Palmas, Badajoz

Um dos acontecimentos mais determinantes da história moderna da Estremadura dá-se em 1580, com a união dos Impérios da Espanha e Portugal, um período que ficaria conhecido em Portugal como a Dinastia Filipina, durante o qual as duas superpotências da época passam a ter o mesmo monarca. A situação da Estremadura, a meio caminho entre Madrid e Lisboa contribui para que essa época seja de grande esplendor para a região, especialmente para cidades como Badajoz. Em contrapartida, quando Portugal se revolta em 1640, dando início à Guerra da Restauração portuguesa, que duraria 28 anos, a Estremadura será fortemente fustigada. Essa guerra foi determinante para a decadência da Espanha em geral e da Estremadura em particular nos séculos posteriores.

## Séculos XVII e XVIII

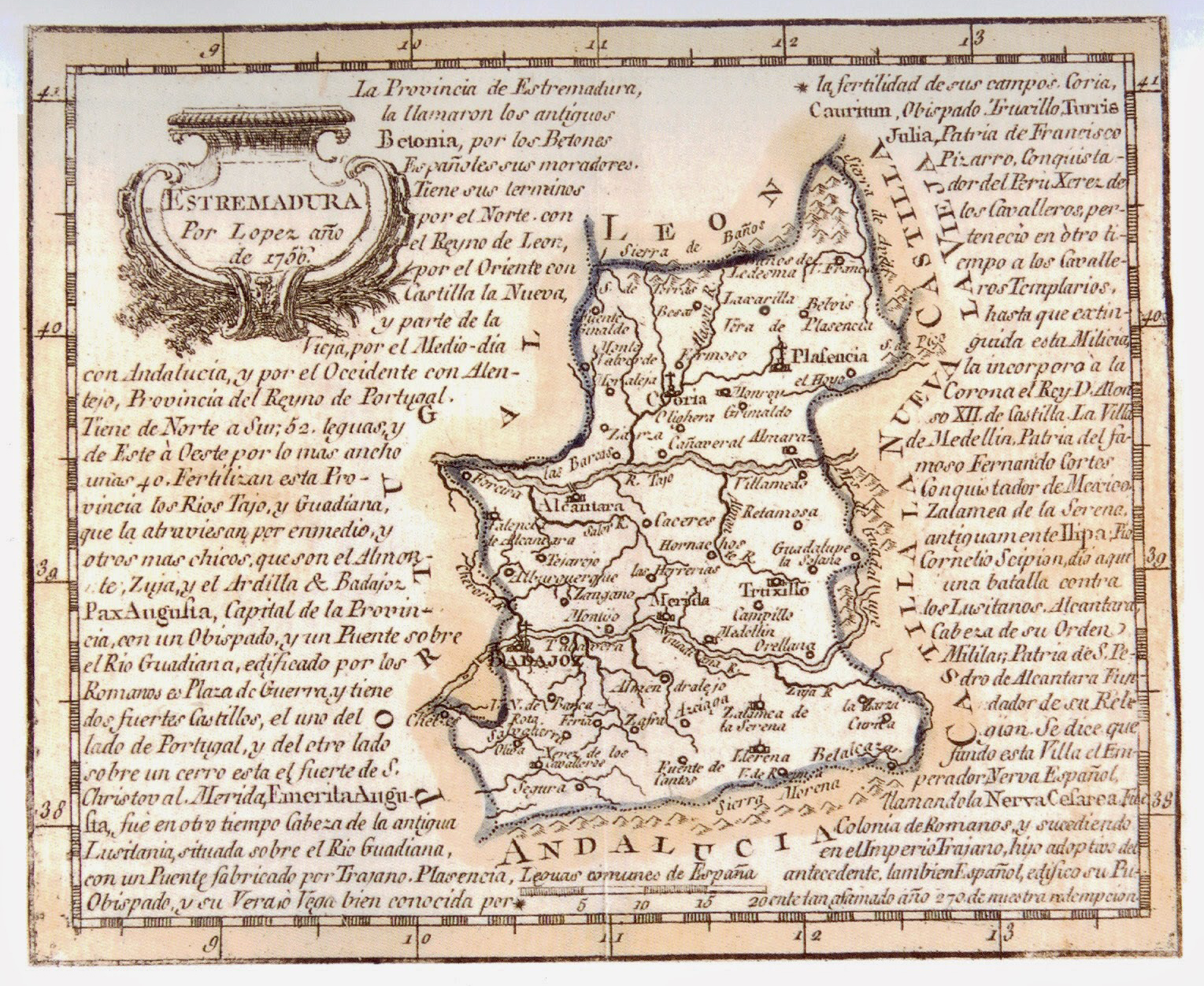
Mapa da Estremadura no século XVIII

Durante o período em que Portugal teve o mesmo rei que Espanha (Dinastia Filipina), de 1580 a 1640, desde o reinado de Filipe II, I de Portugal, até Filipe IV de Espanha, III de Portugal, a prepotência da nobreza espanhola tratou Portugal, o seu vasto império, a sua singular cultura e sua importância naval e comercial, como mais um território de um império dificilmente governável em muitos apectos pela complexidade e extensão, o que fez crescer o descontentamento em Portugal, que viria a renegar o monarca espanhol em 1640. Este evento deu origem à guerra menos referida nos livros escolares espanhóis, conhecida como a Guerra da Restauração portuguesa, que durou de 1640 a 1668, a qual transformou a Estremadura de uma maneira determinante e marcou seu destino até tempos muito recentes. Além das consequências dessa guerra, travada em grande parte na Estremadura e nos territórios portugueses próximos do outro lado da fronteira, ela marcou o início de uma sucessão trágica de guerras devastadoras que só acabou com o fim das Guerras Napoleónicas, já no século XIX.

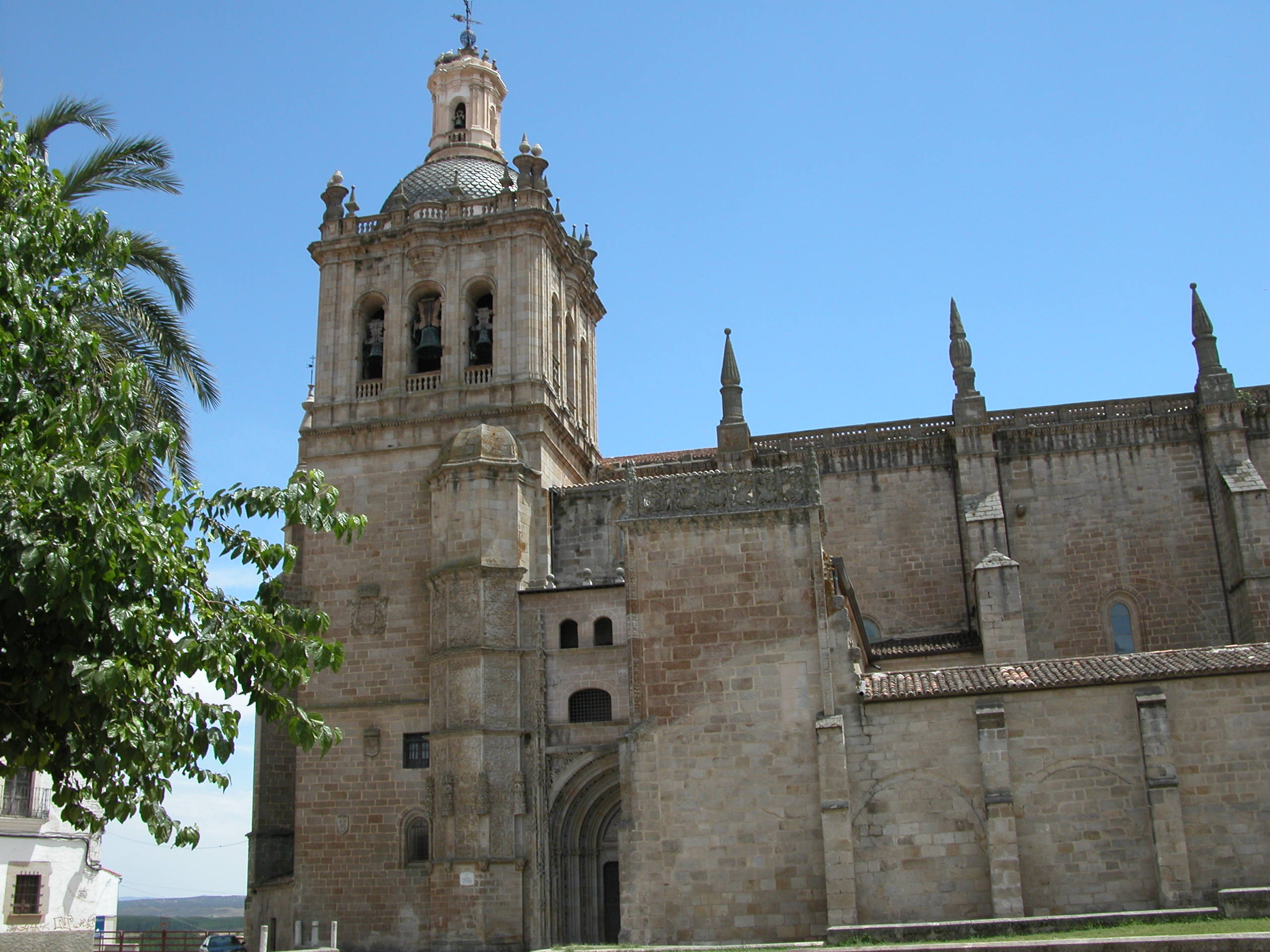
Fachada da Catedral de Coria

Analisados os acontecimentos do ponto de vista das suas consequências, especialmente para Estremadura, esse foi, sem dúvida, um dos piores serviços feitos à história da Espanha, por governantes a quem faltou visão para entender o poder e a influência que poderia ter alcançado aquele império se a União Ibérica tivesse tido mais êxito.[parcial?]
A guerra com Portugal transformou as cidades e os povoados estremenhos de uma maneira notável. Produziu-se um grande despovoamento o e um grande abandono de terras agrícolas. As contínuas escaramuças e o assentamento durante quase  trinta anos dos soldados nos povoados estremenhos, provocou uma crise que se intensificou após o final da guerra, ao converter-se este território de novo na estremadura, isto é, novamente um território de fronteira com um império muito poderoso, com muito ressentimentos e receio após o largo período de hostilidades.
Em 1653 a cidade de Plasencia decide recuperar o voto nas Cortes que durante a Idade Média havia tido e compra-o por 80 000 ducados. Para isso propõe uma aliança às cidades de Badajoz, Mérida e Trujillo e às vilas de Cáceres e Alcántara para comprar conjuntamente dito voto e conformar deste modo a província da Estremadura. É neste momento que surge Estremadura como entidade política, à qual se uniriam posteriormente outras localidades e a província de Leão da Ordem de Santiago.
Não haviam passado 35 anos desde o final da guerra com Portugal e Espanha vê-se novamente envolvida na Guerra da Sucessão Espanhola (1702-1713), que acaba de arruinar a Estremadura, com a destruição na práctica de Badajoz por tropas austríacas e a destruição dos povoados dos vales do Tejo e do Guadiana. No que se refere a assuntos transfronteiriços, é uma nova guerra com Portugal, que vem a abrir ainda mais a brecha que separa ambos os países. Boa prova disso é a destruição em 1709 por parte dos espanhóis da Ponte da Ajuda, que ligava Elvas a Olivença, cujas ruínas foram durante séculos, a expressão material de desencontro ibérico.

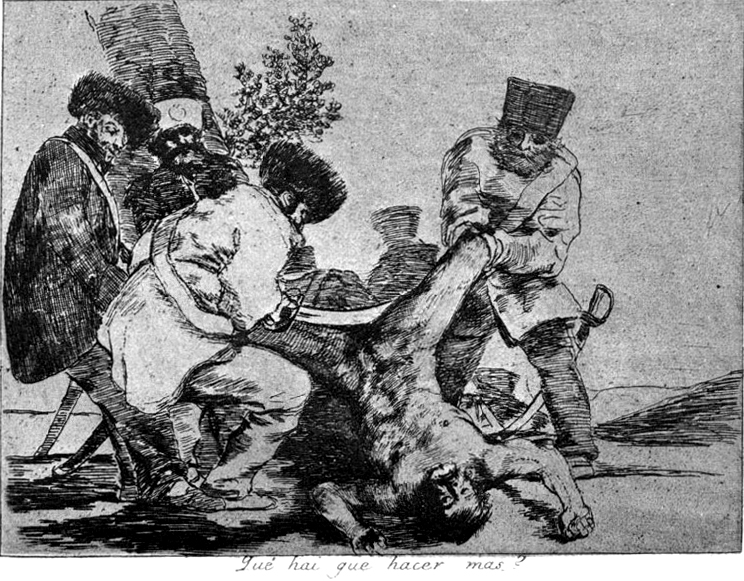
Desastres de Guerra, Francisco Goya

## Século XIX
Durante a Guerra da Independência Espanhola (1808-1814) — parte do que é conhecido em Portugal como Guerra Peninsular ou Invasões Francesas — a Estremadura assiste a um novo período de convulsões e penúrias por estar na encruzilhada estratégica disputada entre as tropas ocupantes francesas e as espanholas, ajudadas pelo exércitos luso-britânicos comandados por Arthur Wellesley, 1.º Duque de Wellington. Durante este período, a guerra e fome contribuem para acentuar o despovoamento da região. Para servir de exemplo, durante o verão de 1809 o marechal Nicolas Jean de Dieu Soult ordenou o assassinato do bispo de Coria, Juan Álvarez de Castro, que se daria em Hoyos.

## Século XX

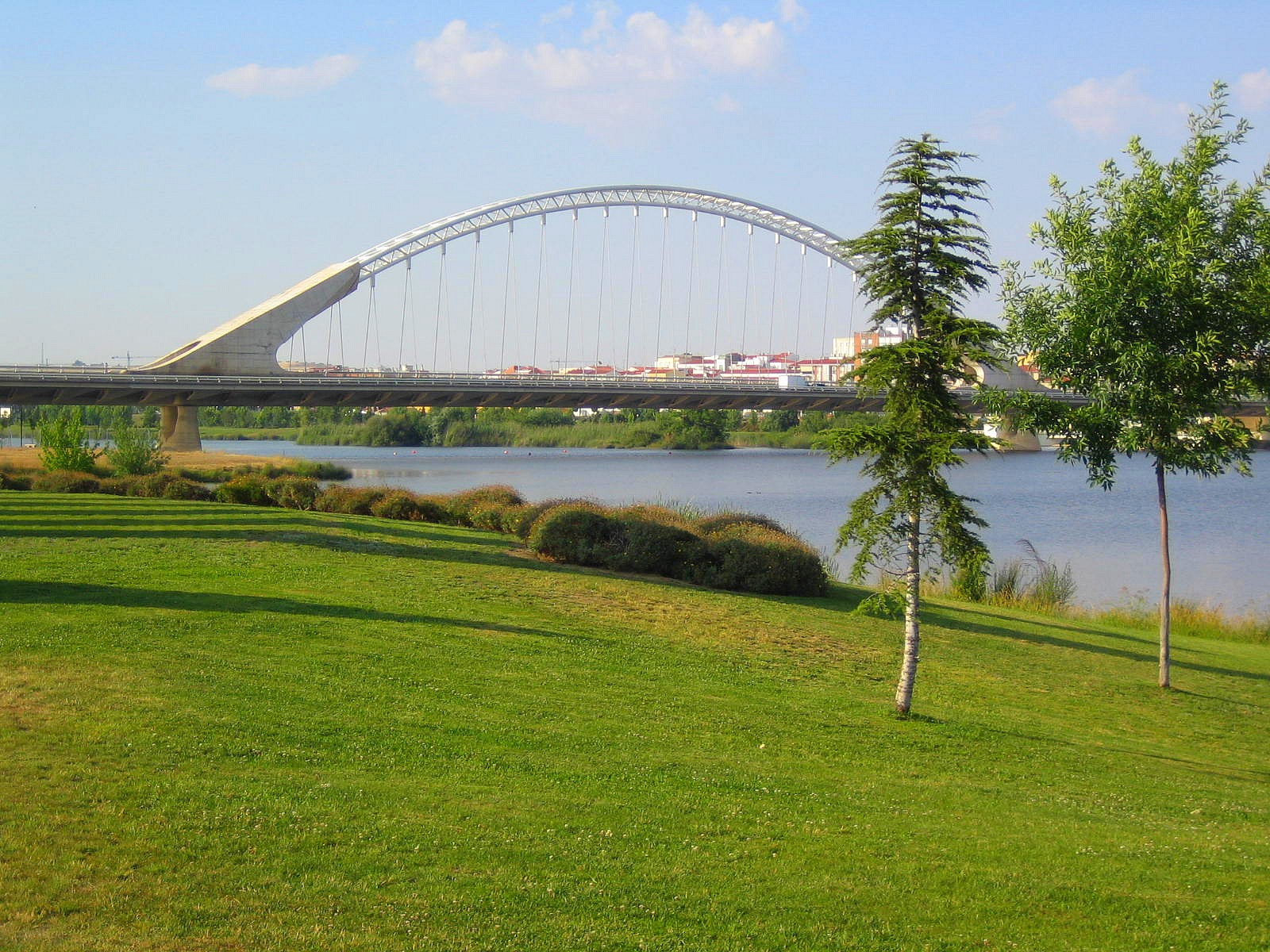
Ponte Lusitânia, em Mérida

A região sofreu fortemente com a Guerra Civil Espanhola, que provocou muitas mortes e, uma vez mais, muita emigração. Muitas cidades possuem até hoje marcas dos conflitos ocorridos na década de 1930 e da repressão exercida pelo governo na região nas décadas seguintes (1940 e 1950), como fuzilamentos e outras atrocidades. A situação melhorou a partir da década de 1960, à semelhança do resto da Espanha, devido à abertura industrial e, na década seguinte, à liberalização democrática.

Na segunda metade do século XX o decrescimento demográfico da região continuou — calcula-se que mais de 800 000 pessoas abandonaram a Estremadura para procurar maior prosperidade noutras regiões espanholas, como o País Basco, Madrid ou a Catalunha, e noutros países como França, Alemanha ou Holanda.

### Cronologia recente
- 4 de abril de 1979 — Monfragüe é declarado Parque Natural (máxima classificação de protecção ambiental a nível autonómico).[9]
- 26 de fevereiro de 1983 — É promulgada a Ley Orgánica 1/83, de 25 de fevereiro, do Estatuto de Autonomia. A Estremadura converte-se numa comunidade autónoma.
- 8 de maio de 1983 — Primeiras eleições para a Assembleia da Estremadura com a vitória por maioria absoluta do Partido Socialista Operário Espanhol (PSOE) que obteve o 53,34% dos votos e 35 deputados.
- 8 de junho de 1983 — Juan Carlos Rodríguez Ibarra é nomeado presidente da Junta da Estremadura, sendo o primeiro presidente do Executivo Autonómico.
- 8 de setembro de 1985 — Primeira celebração, , em Guadalupe, do Dia da Estremadura após sua designação institucional.

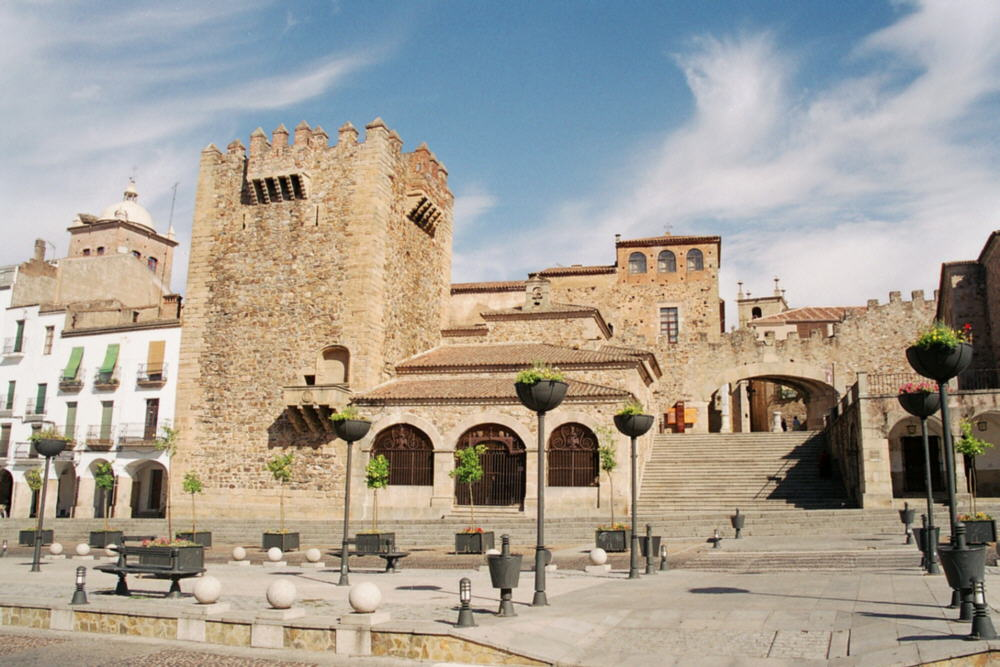
Plaza Mayor de Cáceres

- 23 de novembro de 1985 — Cáceres é nomeada Cidade Património da Humanidade pela UNESCO e Terceiro Conjunto Monumental da Europa pelo Conselho da Europa.
- 1988 — Monfragüe declarada Zona de Proteção Especial para Aves (ZEPA).
- 26 de maio de 1991 — Eleições para a Assembleia da Estremadura, ganhas pelo PSOE com 39 deputados.
- 31 de dezembro de 1994 — A Lei nº 40/1994, de 30 de dezembro declara a suspensão definitiva do projeto de construção da central nuclear de Valdecaballeros. A reclamação de cidadãos desta suspensão é considerada um dos primeiros símbolos da identidade regional.
- 28 de maio de 1995 — Eleições para a Assembleia da Estremadura, ganhas pelo PSOE com 31 deputados, uma maioria ampla, que lhe permite governar sozinho durante toda a legislatura.
- 25 de fevereiro de 1998 — Debate de Política Geral na Assembleia da Estremadura no qual o Presidente da Junta Juan Carlos Rodríguez Ibarra lança seu projeto de adotar o modelo de desenvolvimento e lançar-se à conquista da sociedade da informação, anunciando a incorporação do computador na sala-de-aula como medida estratégica geral.
- 21 de junho de 1999 — ao constituir-se o conselho de Governo, é criada a Consejería de Educação, Ciência e Tecnologia, primeira com essa denominação em Espanha, que assume as funções, de nova criação, relativas a Sociedade da Informação.

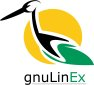
Logotipo do LinEx, a distribuição Linux patrocinada pela Junta da Estremadura

- 17 de abril de 2002 — LinEx, a Distribuição Linux de software livre patrocinada pela Consejería de Educação, Ciência e Tecnologia da Junta da Estremadura, é apresentada publicamente em Mérida. Este acontecimento obtém grande repercussão mundial ao dele fazer eco a prestigiosa revista Wired com o artigo "Extremadura Measures: Linux".[10]
- 3 de novembro de 2002 — A Estremadura ocupa a manchete principal da edição dominical do prestigioso diário americano The Washington Post, com uma ampla reportagem sobre a implantação de software livre na região, intitulado "Europe's Microsoft Alternative".[11]
- 11 de abril de 2003 — Os Presidentes da Estremadura e da Andaluzia, Juan Carlos Rodríguez Ibarra e Manuel Chaves, assinam em Mérida um protocolo geral sobre colaboração em matéria de uso e difusão de software livre. O acordo estabelece uma colaboração mútua, para que a comunidade andaluza aplique no seu território um modelo similar ao que já se usa na Estremadura com o LinEx.
- 25 de maio de 2003 — Eleições para a Assembleia da Estremadura — o PSOE amplia sua maioria obtendo 36 assentos.
- Julho de 2003 — A Reserva da Biosfera de Monfragüe é reconhecida pela UNESCO.[12]
- 22 de abril de 2004 — A Estremadura recebe o Prémio Europeu à Inovação Regional, na modalidade de Sociedade da Informação, concedido pela Comissão Europeia, pelo projeto GNU/LinEx
- 24 de junho de 2004 — A Assembleia da Estremadura aprova por unanimidade uma Proposta de lei manifestando-se contrária às patentes de software.
- 31 de julho de 2004 — O Presidente do governo espanhol José Luis Rodríguez Zapatero dá a conhecer em Mérida o "Plano Especial de Dinamização Económica e Emprego para a Estremadura".
- 1 de dezembro de 2005 — Após pouco menos de um ano de trabalhos preparatórios, iniciam-se as emissões da televisão e a rádio públicas autonómicas da Estremadura, Canal Extremadura TV e Canal Extremadura Rádio. Estes meios de comunicação social públicos apostam num modelo de exploração diferente e de menor orçamento que os seus congéneres espanhóis.
- Janeiro de 2006 — A proposta de declaração de Monfragüe como Parque Nacional é enviada pela Junta da Estremadura ao Governo da Espanha.
- Maio de 2006 — O Conselho de Ministros, a partir da proposta do Ministério do Meio Ambiente da Espanha, envia às Cortes (Câmara dos Deputados) o projeto, em que foi aprovada a declaração de Monfragüe como parque nacional.
- 25 de julho de 2006 — O conselho de Governo da Junta da Estremadura adota o uso de formatos standard (OASIS OpenDocument Format, sobre a norma ISO/IEC DIS 26300 e PDF/ISO 19005-1:2005), fixando o prazo de um ano para que todos os PC's da Administração Regional tenham migrado para o GNU/LinEx.
- 29 de agosto de 2006 — O modelo da Estremadura é exposto no seminário "Questões normativas das TIC para o Desenvolvimento ", organizado pelo United Nations Institute for Training and Research (UNITAR) e pela Conferência das Nações Unidas sobre Comércio e Desenvolvimento (UNCTAD) na sede central da ONU em Nova Iorque.
- 19 de setembro de 2006 — Após 23 anos sendo presidente da Junta da Estremadura, Juan Carlos Rodríguez Ibarra anuncia a decisão de não voltar a apresentar-se às eleições para a Junta como candidato.
- Dezembro de 2006 — Começa o processo parlamentar para a declaração de Monfragüe como parque nacional.
- Fevereiro de 2007 — O Senado espanhol aprova a lei que integra o parque de Monfragüe na Rede de Parques Nacionais da Espanha.[13]
- 7 de fevereiro de 2007 — Richard Stallman recebe das mão do Presidente Juan Carlos Rodríguez Ibarra o Prémio Internacional Estremadura de Conhecimento Livre, no ato inaugural da Conferência Internacional de Software Livre 3.0, que aconteceu no Palácio de Congressos "Manuel Rojas" de Badajoz, que teve a participação de quase 3 000 participantes de diferentes lugares do mundo.
- Março de 2007 — O Boletim Oficial do Estado (BOE) publica a lei pela qual Monfragüe é declarado oficialmente Parque Nacional.[14]